# وینز کامب
وینز کامب (به انگلیسی: Winscombe) یک روستا در بریتانیا است که در سامرست شمالی واقع شده‌است.